# ترافيس تايلور (لاعب كرة قدم أمريكية)
ترافيس تايلور (بالإنجليزية: Travis Taylor)‏ هو لاعب كرة قدم أمريكية أمريكي، ولد في 30 مارس 1978 في فرناندينا بيتش في الولايات المتحدة.

## وصلات خارجية
- ترافيس تايلور على موقع مرجع كرة القدم المحترفة.كوم (الإنجليزية)